# Basket Femminile Le Mura Lucca 2017-2018
Questa voce raccoglie le informazioni riguardanti il Basket Femminile Le Mura Lucca nelle competizioni ufficiali della stagione 2017-2018.

## Stagione
La stagione 2017-2018 è l'ottava consecutiva che il Basket Femminile Le Mura Lucca, sponsorizzato Gesam Gas&Luce, disputa in Serie A1. Concluso il rapporto ultra decennale con Mirco Diamanti, che ha portato allo scudetto della stagione passata, come allenatore viene ingaggiato Loris Barbiero.
Il 25 gennaio 2018, dopo la sconfitta casalinga con Ragusa, Loris Barbiero viene esonerato ed assegnato l'incarico ad interim al vice allenatore Giulio Bernabei. Il 29 gennaio viene ingaggiato come allenatore capo Lorenzo Serventi.

## Verdetti stagionali
Competizioni nazionali
- Serie A1: (25 partite)

stagione regolare e fase a orologio: 5º posto su 10 squadre (12-10);
play-off: perde i quarti di finale contro Napoli (1-2).
- Coppa Italia: (2 partite)

finale persa contro Schio.
- Supercoppa italiana: (1 partita)

gara persa il 24 settembre 2017 contro Schio (54-70).

## Maglie
Lo sponsor tecnico è Spalding. La divisa per le partite casalinghe è bianca con una banda rossa a destra, la seconda maglia da trasferta è nera con banda rossa a destra. Lo scudetto in entrambi i casi è al centro.

## Rosa
Roster con numeri di maglia.
|    | Naz.                   | Ruolo | Sportivo               | Anno | Alt. |  |        |
| -- | ---------------------- | ----- | ---------------------- | ---- | ---- |  | ------ |
| 0  | Italia (bandiera)      | P     | Francesca Nottolini    | 1999 | 170  |  | [ 6 ]  |
| 0  | Italia (bandiera)      | AC    | Lucia Puccini          | 1998 | 177  |  | [ 7 ]  |
| 2  | Italia (bandiera)      | G     | Francesca Melchiori    | 1993 | 170  |  |        |
| 4  | Italia (bandiera)      | P     | Valeria Battisodo      | 1988 | 174  |  |        |
| 7  | Italia (bandiera)      | P     | Erika Striulli         | 1990 | 170  |  |        |
| 8  | Italia (bandiera)      | AC    | Federica Tognalini     | 1991 | 182  |  |        |
| 10 | Svezia (bandiera)      | GA    | Binta Drammeh          | 1992 | 181  |  |        |
| 12 | Stati Uniti (bandiera) | AC    | Porsha Latavia Roberts | 1993 | 188  |  |        |
| 14 | Italia (bandiera)      | G     | Martina Crippa         | 1989 | 178  |  | (cap.) |
| 15 | Italia (bandiera)      | AC    | Federica Brunetti      | 1988 | 184  |  |        |
| 18 | Italia (bandiera)      | GA    | Carolina Salvestrini   | 2000 | 180  |  |        |
| 19 | Ucraina (bandiera)     | C     | Taïsija Udodenko       | 1989 | 190  |  |        |
| 21 | Italia (bandiera)      | A     | Giuditta Nicolodi      | 1995 | 185  |  |        |

## Mercato

### Sessione estiva
Nel roster campione d'Italia restano il capitano Martina Crippa, Valeria Battisodo, Federica Tognalini e Carolina Salvestrini. Francesca Dotto va a Schio, Julie Wojta a Broni, Kayla Pedersen all'estero e Jillian Harmon a Napoli.
In sintesi, la società ha effettuato i seguenti trasferimenti:
| Acquisti | Acquisti            | Acquisti       | Acquisti   |
| R.       | Nome                | da             | Modalità   |
| -------- | ------------------- | -------------- | ---------- |
| G        | Francesca Melchiori | Reyer Venezia  | definitivo |
| P        | Erika Striulli      | Cest. Spezzina | definitivo |
| GA       | Binta Drammeh       | Sopron         | definitivo |
| AC       | Porsha Roberts      | Hainaut Basket | definitivo |
| AC       | Federica Brunetti   | Eirene Ragusa  | definitivo |
| C        | Taïsija Udodenko    | DSK Nymburk    | definitivo |
| A        | Giuditta Nicolodi   | Vicenza        | definitivo |

| Cessioni | Cessioni           | Cessioni        | Cessioni       |
| R.       | Nome               | a               | Modalità       |
| -------- | ------------------ | --------------- | -------------- |
| G        | Arianna Landi      | Umbertide       | fine contratto |
| AC       | Kayla Pedersen     | Danden. Rangers | fine contratto |
| P        | Francesca Dotto    | Famila Schio    | fine contratto |
| GA       | Julie Wojta        | Pall. Broni     | fine contratto |
| A        | Jillian Harmon     | Dike Napoli     | fine contratto |
| A        | Maria Miccoli      | Eirene Ragusa   | fine contratto |
| A        | Monique Ngo Ndjock | Famila Schio    | fine contratto |
| PG       | Martina Mandroni   | Le Mura Spring  | fine contratto |

## Risultati

### Campionato

#### Play-off

##### Quarti di finale
| Arbitri: | Nicola Beneduce (Caserta) Alessandro Buttinelli (Cerveteri) Lucia Bernardo (San Nicola la Strada) |

|           |          |                     |
| Harmon 17 | Punti    | 26 Roberts          |
| Gemelos 8 | Assist   | 2 Battisodo, Crippa |
| Harmon 10 | Rimbalzi | 14 Udodenko         |

| Arbitri: | Alessio Dionisi (Fabriano) Andrea Chersicla (Oggiono) Chiara Vanzini (Milano) |

|             |          |            |
| Roberts 19  | Punti    | 25 Gemelos |
| Battisodo 6 | Assist   | 2 Gemelos  |
| Drammeh 15  | Rimbalzi | 12 Gemelos |

| Arbitri: | Chiara Maschietto (Treviso) Daniele Foti (Vittuone) Daniele Valleriani (Ferentino) |

|           |          |             |
| Harmon 18 | Punti    | 12 Drammeh  |
| Gemelos 6 | Assist   | 3 Battisodo |
| Harmon 16 | Rimbalzi | 14 Drammeh  |

### Supercoppa italiana

#### Finale
| Arbitri: | Duccio Maschio (Firenze) Leonardo Solfanelli (Livorno) Diletta Bandinelli (Murlo) |

|             |          |             |
| Striulli 15 | Punti    | 18 Dotto    |
| Striulli 2  | Assist   | 6 Dotto     |
| Udodenko 6  | Rimbalzi | 10 Anderson |

### Coppa Italia

#### Semifinale
| Arbitri: | Marcello Callea (Sassari) Silvia Marziali (Edolo) Claudia Ferrara (Napoli) |

|            |          |              |
| Roberts 20 | Punti    | 19 Williams  |
| Udodenko 4 | Assist   | 2 Růžičková  |
| Roberts 10 | Rimbalzi | 16 Růžičková |

#### Finale
| Arbitri: | Federico Brindisi (Torino) Angela Rita Castiglione (Palermo) Rosa Anna Nocera (Catanzaro) |

|                       |          |                     |
| Drammeh 17            | Punti    | 12 Macchi, Yacoubou |
| Battisodo, Striulli 2 | Assist   | 4 Gatti             |
| Roberts 6             | Rimbalzi | 9 Anderson          |

## Statistiche
Aggiornate alla conclusione della stagione, il 13 aprile 2018.

### Statistiche di squadra
| Competizione        | Punti | In casa | In casa | In casa | In casa | In casa | In trasferta | In trasferta | In trasferta | In trasferta | In trasferta | Totale | Totale | Totale | Totale | Totale | Totale |
| Competizione        | Punti | G       | V       | P       | Ptf     | Pts     | G            | V            | P            | Ptf          | Pts          | G      | V      | P      | Ptf    | Pts    | Diff.  |
| ------------------- | ----- | ------- | ------- | ------- | ------- | ------- | ------------ | ------------ | ------------ | ------------ | ------------ | ------ | ------ | ------ | ------ | ------ | ------ |
| Serie A1            | 24    | 11      | 5       | 6       | 735     | 728     | 11           | 7            | 4            | 732          | 708          | 22     | 12     | 10     | 1467   | 1436   | +31    |
| Play-off            |       | 1       | 0       | 1       | 64      | 70      | 2            | 1            | 1            | 115          | 110          | 3      | 1      | 2      | 179    | 180    | -1     |
| Supercoppa italiana |       | 1       | 0       | 1       | 54      | 70      | -            | -            | -            | -            | -            | 1      | 0      | 1      | 54     | 70     | -16    |
| Coppa Italia        |       | -       | -       | -       | -       | -       | 2            | 1            | 1            | 105          | 118          | 2      | 1      | 1      | 105    | 118    | -13    |
| Totale              |       | 13      | 5       | 8       | 853     | 868     | 15           | 9            | 6            | 952          | 936          | 28     | 14     | 14     | 1805   | 1804   | +1     |

### Andamento in campionato
stagione regolare
| Giornata  | 1  | 2 | 3 | 4 | 5 | 6 | 7 | 8 | 9 | 10 | 11 | 12 | 13 | 14 | 15 | 16 | 17 | 18 |
| --------- | -- | - | - | - | - | - | - | - | - | -- | -- | -- | -- | -- | -- | -- | -- | -- |
| Luogo     | T  | C | T | C | T | T | C | C | T | C  | T  | C  | T  | C  | C  | T  | T  | C  |
| Risultato | P  | V | V | V | V | V | P | V | P | V  | V  | P  | V  | P  | P  | P  | V  | P  |
| Posizione | 10 | 7 | 4 | 3 | 3 | 3 | 4 | 2 | 2 | 3  | 3  | 3  | 3  | 3  | 4  | 5  | 4  | 5  |

Legenda:

Luogo: C = Casa; T = Trasferta. Risultato: V = Vittoria; P = Sconfitta.
fase a orologio
| Giornata  | 1 | 2 | 3 | 4 |
| --------- | - | - | - | - |
| Luogo     | T | C | C | T |
| Risultato | P | P | V | V |
| Posizione | 5 | 6 | 5 | 5 |